# Кіневульф (король Вессексу)
Кіневульф (давн-англ. Chuniulfus, Cyneuulf, Cynulf, Kynewulf, Kinewlf, Cenulf, Cenulfus; ? —786) — король Вессексу в 757—786 роках.

## Життєпис
Походив з впливового вессекського роду. Його відношення з Вессекською династією не з'ясовано. У 756 або 757 році за підтримки Етельбальда, короля Мерсії, повстав проти короля Сігеберта, якого у 757 році було повалено. Новим королем став Кіневульф.
Новий король визнав зверхність Мерсії. Втім його залежність тривала недовго. Того ж року Етельбальда було вбито. Цим скористався Кіневульф, щоб здобути самостійність та перейти у наступ. У 758 році він захопив область, що відповідає сучасному графству Беркшир. Також став володарем монастиря Кукгем.
Протягом кінця 750-х — 760-х років здійснив декілька походів проти бриттського королівства Думнонія, що володіла Корнуоллом. Також успішно діяв проти королівства Гвікке, захопивши землі на північ від річки Евон. Водночас намагався підтримувати мирні стосунки з новим мерсійським королем Оффою. У внітрішній політиці намагався спиратися на духівництво, надавши монастирям у Сомерсеті, Дорсеті та Вілтширі землі.
Король багато уваги приділяв поліпшенню фінансового стану держави. Тому намагався триматися у мирі з іншими англосаксонськими державами. Водночас сприяв ремісництву та торгівлі. Остання здійснювалася через розширений порт Гамвік.
772 року зустрівся з Оффою, королем Мерсії, Еґбертом II, королем Кенту, щодо долі королівства Сассекс. Зрештою домовлено про перехід більшої частини цього королівство під владу Оффи.
У 776 році проти Вессексу виступив Оффа, король Мерсії. У битві при Бенсінгтоні війська Вессексу зазнали поразки. За умовами мирної угоди Кіневульф втратив Беркшир та область навколо Лондону. У 779 та 781 роках у результаті нової війни втратив землі по обидва береги річки Евон, землі Бренфорда та монастирі Кукгем і Бат. Разом з тим король зумів зберегти незалежність своєї держави.
У 786 році був учасником великого синоду в Кентербері за присутності легатів папи римського Адріана I. Того ж року проти Кіневульфа було влаштовано змову на чолі з Кінехердом (братом короля Сігеберта), який вдерся до Вессексу. У битві при Мерантуні (місце достеменно не виявлено — називаються Суррей, біля м. Вінчестер, Вілтшир) війська Вессексу здобули перемогу, проте Кіневульф та Кінехерд загинули у битві. Похований у Вінчестері. Новим королем став Беотрік.